# Elmdale (Minnesota)
Elmdale è un comune degli Stati Uniti d'America, situato nello Stato del Minnesota, nella Contea di Morrison.